# Saint-Médard-en-Forez
Saint-Médard-en-Forez – miejscowość i gmina we Francji, w regionie Owernia-Rodan-Alpy, w departamencie Loara.
Według danych na rok 1990 gminę zamieszkiwało 708 osób, a gęstość zaludnienia wynosiła 68 osób/km² (wśród 2880 gmin regionu Rodan-Alpy Saint-Médard-en-Forez plasuje się na 975. miejscu pod względem liczby ludności, natomiast pod względem powierzchni na miejscu 1091.).